# Rasmus Ussing
Rasmus Ussing (født 9 juli 1778 i Ribe, død 12. maj 1861 i Kolding) var en dansk præst, seminarielærer og forfatter.
Han dimitterede i efteråret 1800 fra Ribe Latinskole til universitetet og underkastede sig i oktober 1808 den teologiske embedseksamen. I 1810 blev han personel kapellan i Resen-Humlum i Ribe Stift, og 1813 hos amtsprovst C.J.L. Krarup i Borris, samt lærer ved seminariet sammesteds.
I sin seminarielærertid skrev han lærebøger i frihåndstegning, naturlære og mekanik.
I 1819 blev han sognepræst for Uldum-Langskov menigheder i Ribe Stift.

## Familie
Rasmus Ussing var søn af hospitalsforstander Niels Ussing i Ribe og hustru Johanna Louisa Bruun.
Han blev 1838 gift med Pouline Regitze Bruun, som han efterlevede.